# Othos
Othos – rodzaj morskich ryb z rodziny Serranidae.

## Występowanie
rafy koralowe Oceanu Indyjskiego u zachodnich wybrzeży Australii.

## Klasyfikacja
Gatunki zaliczane do tego rodzaju:
- Othos dentex